# Geografia Clujului
Geografia Clujului este una din caracteristicile definitorii ale orașului, acesta fiind construit de-a lungul văii râului Someșul Mic, între o aglomerare de dealuri la nord și la sud.

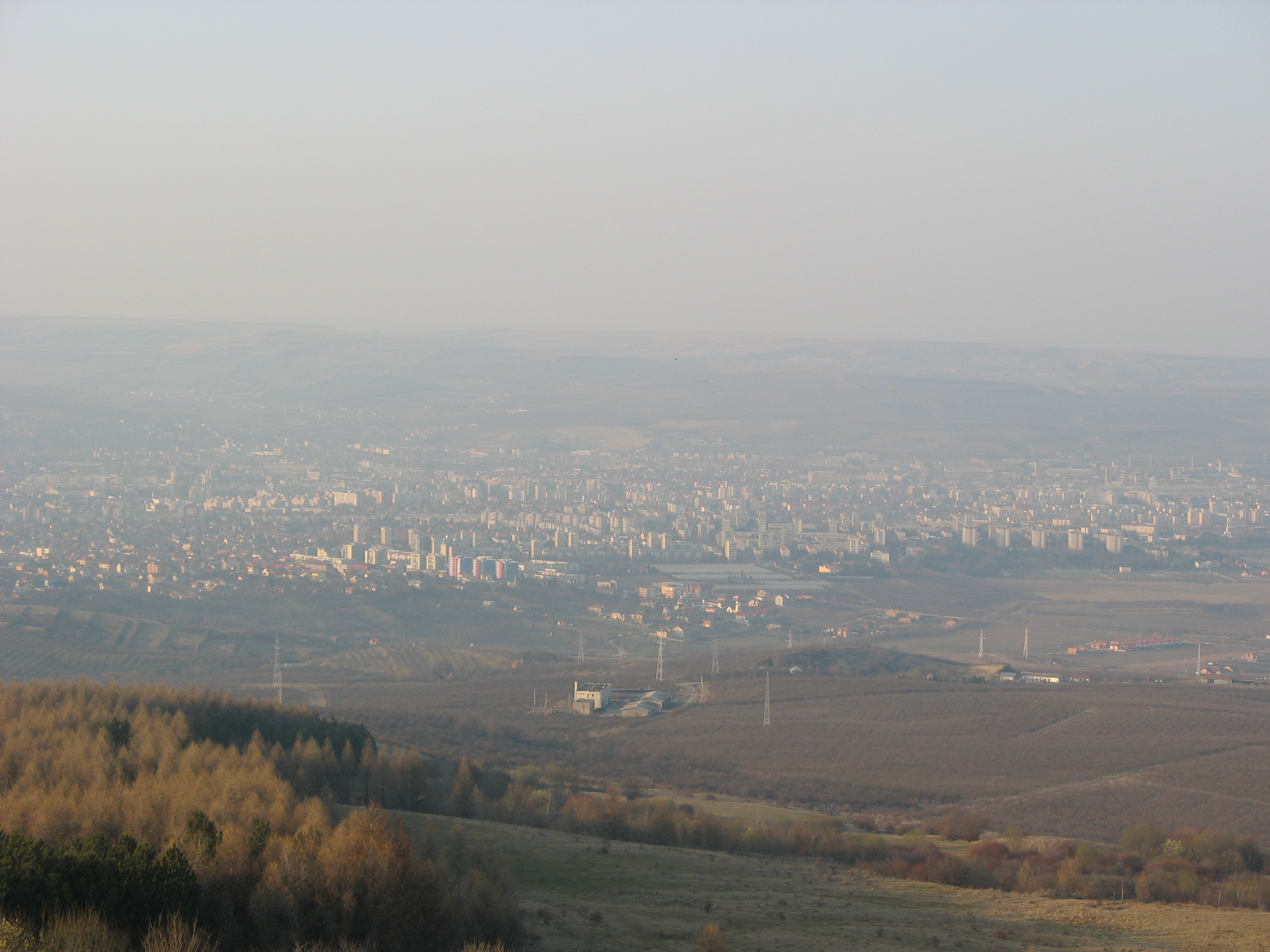
Cluj-Napoca, văzut de pe Dealul Feleacului

## Localizare
Municipiul Cluj-Napoca este situat în zona central-nord-vestică a Transilvaniei, având o suprafață de 179,5 km². Situat în zona de legătură dintre Munții Apuseni, Podișul Someșan și Câmpia Transilvaniei, orașul este plasat la intersecția paralelei 46° 46’ N cu meridianul 23° 36’ E. Se întinde pe văile râurilor Someșul Mic și Nadăș, și prin anumite prelungiri pe văile secundare ale Popeștiului, Chintăului, Borhanciului și Popii. Spre sud-est ocupă spațiul terasei superioare de pe versantul nordic al dealului Feleac, fiind înconjurat pe trei părți de dealuri și coline cu înălțimi între 500 și 825 metri. La sud orașul este străjuit de Dealul Feleac, cu altitidinea maximă de 825 m, în vârful Măgura Sălicei. La est, în continuarea orașului se întinde Câmpia Someșană, iar la nordul orașului se află dealurile Clujului, cu piscuri ca Vârful Lombului (684 m), Vârful Dealul Melcului (617 m), Techintău (633 m). Înspre vest se află o suită de dealuri, cum ar fi Dealul Hoia (506 m), Dealul Gârbăului (570 m), ș.a. Odinioară în afara orașului, acum în interior însă, se află dealul Calvaria și dealul Cetățuia.

### Ape
Prin municipiul Cluj-Napoca trec râurile Someșul Mic și Nadăș, pârâurile Pârâul Țiganilor, Canalul Morilor, Pârâul Popești, Pârâul Nădășel, Pârâul Chintenilor, Pârâul Becaș, Pârâul Murătorii.

### Floră și Faună
Zona din jurul orașului este în mare parte acoperită cu păduri și ierburi. Pot fi găsite plante rare cum ar fi păpucul doamnei, stânjenelul, căpșunica, șerparița ș.a. Există două rezervații botanice cunoscute - Fânațele Clujului și Rezervația Valea Morii. În pădurile din jurul orașului trăiește o faună diversificată cu specii cum ar fi porcul mistreț, bursucul, vulpea, iepurii, veverițele. În rezervația Fânațele Clujului trăiesc exemplare de viperă de fânață, o specie destul de rară. O floră foarte bogată se găsește și în interiorul orașului la Grădina Botanică, loc în care și-au găsit adăpostul și unele specii de animale.

### Climă și precipitații
Clima Clujului este plăcută, de tip continental moderată. Este influențată de vecinătatea Munților Apuseni, iar toamna și iarna și de influențele atlantice de la vest. Trecerea de la iarnă la vară se face, de obicei, la sfârșitul lunii aprilie, iar cea de la toamnă la iarnă în luna noiembrie. Verile sunt călduroase, iar iernile în general sunt lipsite de viscole. Temperatura medie anuală din aer este cca. 8,2 °C, iar media precipitațiilor anuale atinge 663 mm.

### Zona metropolitană Cluj-Napoca
Zona metropolitană Cluj-Napoca este o unitate teritorială de planificare, compusă din comunele Apahida, Cojocna, Suatu, Căianu, Jucu, Pălatca, Cluj, Bonțida, Dăbâca, Borșa, Chinteni, Aluniș, Cornești, Panticeu, Vultureni, Așchileu, Sânpaul, Baciu, Gârbău, Aghireșu, Căpușu Mare, Gilău, Florești, Săvădisla, Ciurila, Feleacu, Aiton, Recea-Cristur și municipiul Cluj-Napoca, principalul pol de dezvoltare al acestei unități.